# Courtepointe

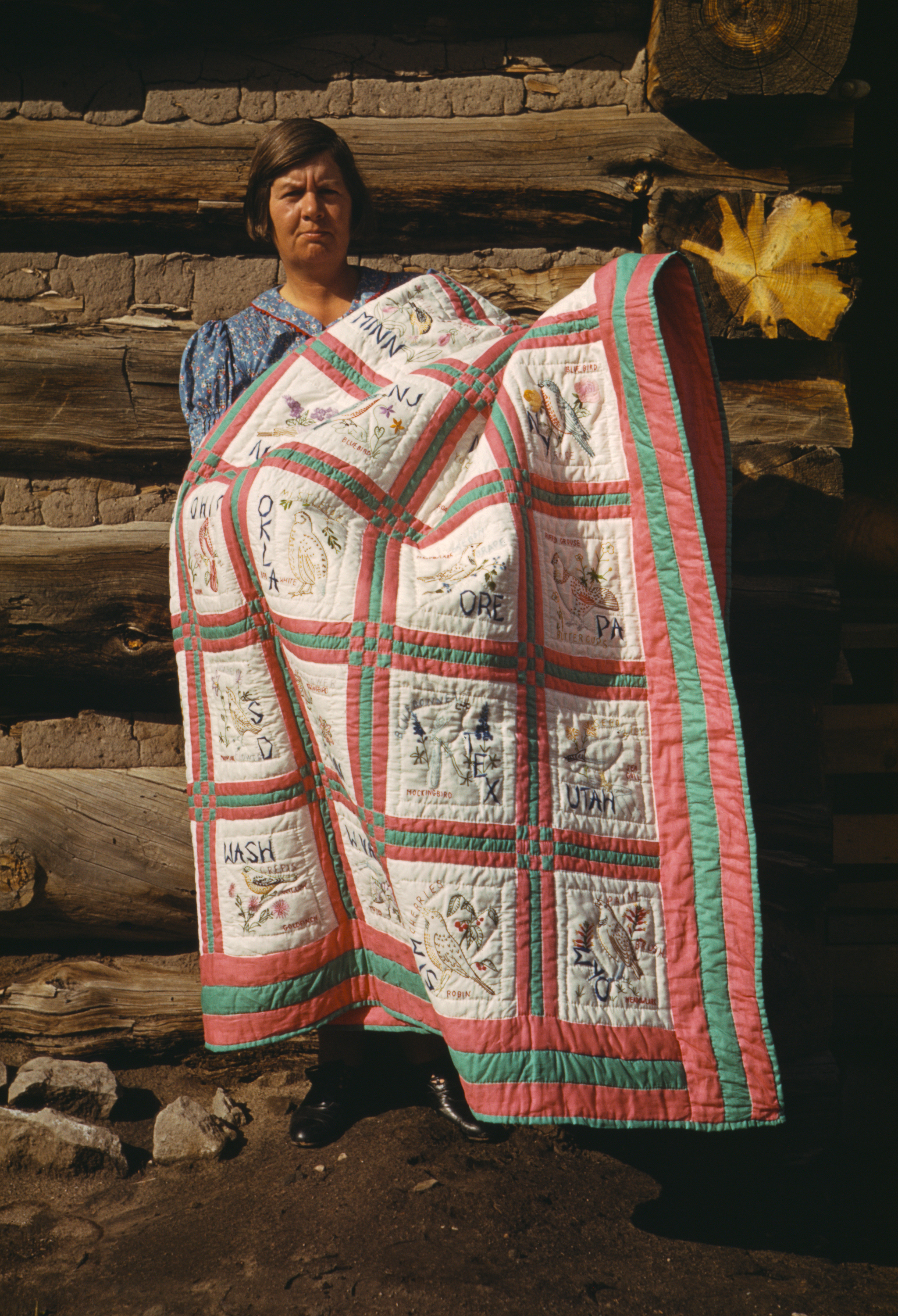
Une courtepointe employant les techniques du patchwork et de la broderie, décorée de motifs représentant des oiseaux et des fleurs.

Une courtepointe est une couverture doublée, remplie d'une bourrure en laine ou en coton puis piquée, qu'on étend le plus souvent sur un lit. Elle se distingue de la couverture simple par le fait qu'elle se compose d'au moins deux épaisseurs de tissu renfermant un rembourrage. Elle peut être utilisée comme :
- l'unique couverture du lit ;
- couverture d'ornement sur un dessus-de-lit (apparat) ;
- jeté ;
- coussin décoratif ;
- murale.

Les courtepointes sont confectionnées par les courtepointiers.

## Couture

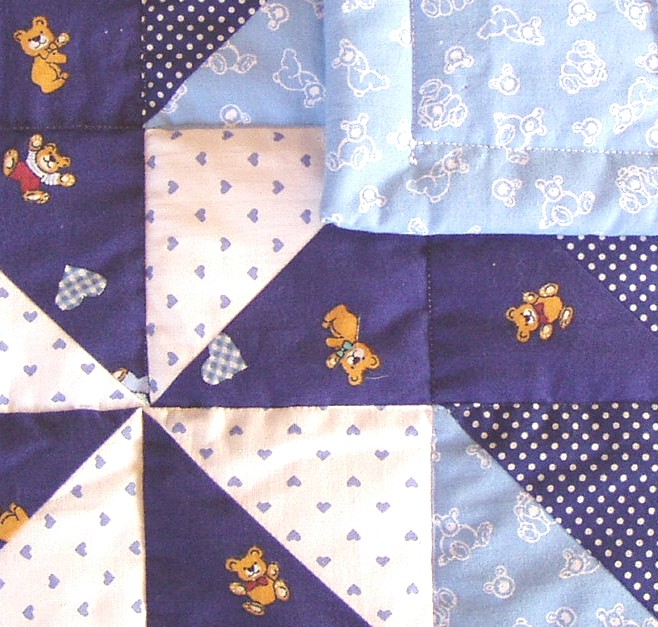
Un patchwork. Le terme utilisé en Amérique du Nord est une technique de couture qui assemble plusieurs morceaux de tissus de tailles, formes et couleurs différentes.

En couture et en loisirs créatifs, la confection de courtepointes donne lieu à des créations diverses et très élaborées qui distinguent cet élément de literie des simples couvertures ou couettes purement fonctionnelles. 
Dans les pays anglo-saxons, la courtepointe est appelée quilt, et la confection de courtepointes et de couvre-lits est appelée quilting. Plusieurs types de tissu et plusieurs techniques de couture peuvent être employés. Les courtepointes sont généralement matelassées et peuvent être brodées. Le terme patchwork utilisé en Amérique du Nord est utilisé pour référence à la confection d'appliqués.
En français, un quilt (prononcé \ˈkwɪlt\) est une sorte de sac de couchage utilisé en randonnée. Ouvert au-dessus du dos et dépourvu de capuche, il se propose comme une alternative plus légère au sac de couchage classique en isolant son utilisateur par le dessus et les côtés. 

## Les différentes sortes de courtepointes
Il existe plusieurs sortes de courtepointes, qui peuvent être confectionnées à la main ou à la machine :
Machine :
- courtepointe traditionnelle ;
- courtepointe moderne[3] ;
- piéçage sur papier[4] ;
- appliqués[5] ;
- trapunto[6].

Main :
- courtepointe traditionnelle ;
- courtepointe moderne[3] ;
- English Paper Piecing[7] ;
- appliqués[8] ;
- vitrail ;
- celtique ;
- boutis[9] ;
- Trapunto.

## Artistes francophones qui se démarquent
Plusieurs artistes francophones sont reconnus à l'international :
- Colette Dumont[10] ;
- Lise Bélanger[11] ;
- Dominique Ehrmann[12] ;
- Sylvie Lajoie[13] ;
- Claire Haillot[14] ;
- Paul Léger[15] ;
- Emma Coutancier[16] ;
- Émilie Trahan[17] ;
- Brigitte Villeneuve[18].